# Banya I
Banya I est un quartier de la ville de Yabassi dans le département du Nkam au Cameroun, dans la région du Littoral.

## Population et environnement
En 1967, le quartier de Banya I avait 3918 habitants. La population de Banya I était de 1879 habitants dont 956 hommes et 923 femmes, lors du recensement de 2005.